# 大苞长柄山蚂蝗
大苞长柄山蚂蝗（学名：Podocarpium williamsii）为豆科长柄山蚂蝗属下的一个种。

## 扩展阅读
- 維基物種上的相關：大苞长柄山蚂蝗